# 海地裔加拿大人
海地裔加拿大人，是指有加拿大公民權的海地移民或生於加拿大的海地人。
他們最早在1960年代出現在蒙特利爾、拉瓦勒和渥太華和魁北克省一些小城市。在2016年加拿大人口普查中有165095個海地裔居民生活在加拿大。

## 移民歷史
海地人移民到魁北克始於1963年。1960年代末至1970年代初，魁北克市蒙特利爾的海地人定居點增加了約40%。1968年的移民數據顯示，海地在向魁北克輸出移民的總體原籍國中排名第15；此外，1968年海地占魁北克總移民比例的1.6%。五年間，海地成為魁北克移民的第二大來源國，1973年占魁北克總移民比例的8.4%。海地人移民到加拿大源於逃避海地總統弗朗索瓦·杜瓦利埃統治時期的政治動盪，他們多是中產階級，如教師和醫生。